# Saint-Juéry, Aveyron
Saint-Juéry är en kommun i departementet Aveyron i regionen Occitanien i södra Frankrike. Kommunen ligger  i kantonen Saint-Sernin-sur-Rance som ligger i arrondissementet Millau. År 2022 hade Saint-Juéry 276 invånare.

## Befolkningsutveckling
Antalet invånare i kommunen Saint-Juéry
Referens: INSEE